# Прва савезна лига Југославије у хокеју на леду 1979/80.
Прва савезна лига Југославије у хокеју на леду 1979/80. је тридесетшесто првенство Југославије.
Првенство је одиграно као лига која се одржала од 1979. до 1980.

## Клубови
- Крањска Гора
- Јесенице
- Медвешчак
- Олимпија
- Партизан
- Спартак
- Цеље
- Црвена звезда

За победу су се добијала 2, нерешено 1, а пораз 0 бодова.

## Табела

### Финална Група
| Екипа                 | ИГ | Д  | Н | ИЗ | ГД  | ГП  | ГР  | Б  |
| --------------------- | -- | -- | - | -- | --- | --- | --- | -- |
| 1. Олимпија, Љубљана  | 20 | 18 | 0 | 2  | 199 | 37  | 162 | 36 |
| 2. Јесенице, Јесенице | 20 | 17 | 1 | 2  | 183 | 58  | 125 | 35 |
| 3. Цеље, Цеље         | 20 | 9  | 2 | 9  | 86  | 90  | -4  | 20 |
| 4. Медвешчак, Загреб  | 20 | 8  | 2 | 10 | 88  | 102 | -22 | 18 |

### Група За Пето Место
| Екипа                         | ИГ | Д | Н | ИЗ | ГД  | ГП  | ГР   | Б  |
| ----------------------------- | -- | - | - | -- | --- | --- | ---- | -- |
| 5. Партизан, Београд          | 20 | 9 | 1 | 10 | 73  | 113 | -40  | 19 |
| 6. Црвена звезда, Београд     | 20 | 8 | 2 | 10 | 102 | 127 | -25  | 18 |
| 7. Крањска Гора, Крањска Гора | 20 | 5 | 0 | 15 | 76  | 176 | -100 | 10 |
| 8. Спартак, Суботица          | 20 | 1 | 2 | 17 | 59  | 163 | -104 | 4  |

| Првак Прве савезна лиге Југославије у хокеју на леду 1979/80. |
| ------------------------------------------------------------- |
| ХК Олимпија 9. Титула                                         |